# Colpo di Stato
Un colpo di Stato consiste nel rovesciamento (da parte di uno o più soggetti, popolari o delle élite nazionali, autonomamente o con l'appoggio diretto o indiretto di un organismo istituzionale quale per esempio le forze armate), in maniera violenta o incruenta, del potere costituito, al fine di causare un mutamento di regime.
Il termine ricalca il francese coup d'état ed è noto anche come golpe in portoghese o spagnolo (da golpe de Estado) o Putsch in tedesco.

## Storia
A partire dal fallito colpo di Stato di Wolfgang Kapp nel 1920 in Germania (il Putsch di Kapp) il termine indica anche le stesse azioni politico-militari: in Francia metropolitana, golpe denota gli attacchi anti-governativi del 1942 e 1961 ad Algeri, e il putsch d'agosto del 1991 in URSS; l'equivalente tedesco è Staatsstreich. Tuttavia un Putsch non è sempre un colpo di Stato: ad esempio il "Putsch della birreria" venne condotto da politici senza il supporto dei militari.
I colpi di Stato sono stati particolarmente comuni in Africa dove, tra il 1952 e il 2000, 33 Paesi hanno subito 85 deposizioni del genere. L'Africa occidentale ne ha visti la maggior parte (42), di cui la maggioranza contro regimi civili; 27 sono stati contro i regimi militari, e solo in cinque i capi di governo uscenti sono stati uccisi.
A volte l'opposizione ha la forma di resistenza, in cui il colpo di Stato è contrastato con dimostrazioni di massa da parte della popolazione in generale e con la disobbedienza tra i funzionari pubblici e i membri delle forze armate. Casi in cui la resistenza civile ha svolto un ruolo importante nella sconfitta di colpi di Stato comprendono il putsch di Kornilov in Russia nel mese di agosto 1917, il Putsch di Kapp di Berlino nel marzo 1920 e il Putsch d'Algeri del 1961 Il tentato colpo di Stato in Unione Sovietica nel 1991 fu un altro caso in cui la resistenza civile fece parte di una opposizione efficace per un colpo di Stato: Boris El'cin, presidente della RSFS Russa, salì su un carro armato nel centro di Mosca e esortò la gente a rifiutare la cooperazione con gli artefici del colpo di Stato.
Inoltre, come metodo di cambio di governo, l'incidenza del colpo di Stato è diminuita in tutto il mondo, perché di solito la minaccia di un golpe è sufficiente per innescare il cambio di governo; i militari di solito non assumono direttamente il potere, ma installano un leader civile per loro accettabile. Il vantaggio politico è l'apparenza di legittimità; un esempio fu il cambio di governo effettuato in Mauritania il 3 agosto 2005, mentre il presidente era in Arabia Saudita.

## Caratteristiche
Esso include l'improvvisa deposizione extragiudiziale di un governo
effettuato solitamente da un piccolo gruppo del regime esistente, in genere di militari, per sostituire il governo deposto con un altro corpo, sia esso civile o militare. Un colpo di Stato riesce se l'usurpatore stabilisce la propria posizione dominante e il governo in carica non riesce a sventare il consolidamento del suo potere. Se il colpo di Stato non riesce pienamente né ottiene un successo complessivo, il tentativo fallito rischia di condurre a una guerra civile. Tipicamente, un colpo di Stato usa il potere del governo esistente per assumere il controllo politico del paese. Molti colpi di Stato, anche se inizialmente riescono a controllare i principali centri del potere statale, sono fortemente contrastati da alcuni segmenti della società o da parte della comunità internazionale. L'opposizione può assumere forme diverse, tra cui un tentativo di contro-golpe da sezioni delle forze armate, l'isolamento internazionale del nuovo regime, e l'intervento militare.
Si distingue dalla rivoluzione perché in tale caso il cambiamento di regime avviene tramite sollevazione popolare, laddove invece nel colpo di Stato il regime viene stabilito attraverso un altro potere che depone la persona o l'organismo detentore (democraticamente eletti o meno) delle funzioni di comando e governo del Paese.
Il pronunciamento è un tipo spagnolo e latino-americano di colpo di Stato. Il golpe de Estado era più comune in Spagna e in Sudamerica, mentre il pronunciamento era più comune in America Centrale. Il pronunciamento è la spiegazione formale per destituire il governo regnante, giustificando l'installazione del nuovo governo che è stata effettuata con il golpe de Estado. Edward Luttwak spiega come un colpo di Stato e un pronunciamento "sono diversi: nel primo una fazione militare depone il governo civile e assume il potere, nel secondo è l'esercito a destituire il governo civile e instaurare un altro governo civile", comunque sotto il controllo dei militari.
Tre sono gli elementi essenziali di un colpo di Stato:
1. L'atto illegale secondo le norme del regime vigente, che lo distingue dai mutamenti di regime ottenuti con mezzi leciti;
2. A porlo in essere sono forze interne al regime; questo lo distingue dalle rivoluzioni, tentate da forze esterne al regime politico vigente;
3. Lo scopo, consistente nel cambiare il regime: chi pone in essere un colpo di Stato può non avere come obiettivo l'occupazione del potere; può anche solo prepararlo per altri (vedasi a tale esempio il golpe militare in Portogallo nel 1974, che portò il paese alla sua attuale forma di governo, la repubblica semipresidenziale). Questo lo distingue dalla congiura di palazzo, dove con l'atto violento si punta a cambiare le persone che governano, ma non il regime.

Il colpo di Stato avviene solitamente in modo violento, con la conquista, attraverso l'utilizzo o la minaccia dell'utilizzo delle armi, dei centri di potere di uno Stato: la sede del governo e delle sue rappresentanze territoriali, il parlamento, le sedi dei principali organi di giustizia, dei mezzi di informazione e dei centri di potere militare ed economico. In tal modo i golpisti vogliono da un lato impedire a eventuali oppositori di reagire militarmente e dall'altro occupano gli organismi che possono assicurare loro il controllo di ogni forma di potere. Così il colpo di Stato prevede sempre la sostituzione del governo in carica con un nuovo governo, scelto dai golpisti, che puntano anzitutto a porre sotto il proprio controllo il potere esecutivo.
Non è invece necessario stravolgere la struttura degli altri poteri, il potere legislativo, il potere giudiziario, i mezzi di informazione, i partiti politici e i sindacati: essi possono continuare a esistere, sia pur sottoposti a forti limitazioni, al fine di togliere agli oppositori ogni residuale strumento di potere e di resistenza al colpo di Stato, oppure possono essere sottoposti a un controllo rigoroso e allo scioglimento coatto. Il parlamento può quindi essere sciolto o i suoi membri possono essere sostituiti da individui scelti dai golpisti o ancora può essere eletto dal popolo obbligato a scegliere tra persone gradite all'esecutivo. Allo stesso modo sono possibili diversi sistemi di controllo del potere giudiziario: i giudici possono essere sostituiti o si possono affidare alcune materie ai tribunali speciali sotto il diretto controllo dell'esecutivo, oppure ancora l'esecutivo può ricorrere all'emanazione di leggi o nominare responsabili di uffici giudiziari che di fatto neutralizzino ogni libertà di azione dei giudici non asserviti al nuovo esecutivo.
I mezzi di comunicazione e di espressione possono a loro volta essere soggetti a differenti forme di controllo, che vanno dalla chiusura dei mezzi di informazione di opposizione a forme di censura e a forme di boicottaggio. I singoli individui vengono arrestati o uccisi in base al loro grado di pericolosità per i golpisti e per il colpo di Stato. Vengono inoltre vietate le attività associative degli oppositori (talvolta tutte le attività associative che non siano sotto il controllo dei golpisti).
In alcuni casi il colpo di Stato non comporta l'uso della violenza. La minaccia di golpe può indurre il potere esecutivo e il potere legislativo a prendere provvedimenti che soddisfano le richieste dei potenziali golpisti, magari violando le regole costituzionali o le leggi. Anche la nomina o la sostituzione di un governo può essere realizzata in violazione delle norme costituzionali o delle consuetudini di un paese, producendo gli stessi effetti del colpo di Stato.

## Tipologia
Un colpo di Stato viene classificato secondo il rango militare dell'usurpatore principale. Golpe-veto e golpe-custode sono effettuati dagli ufficiali comandanti dell'esercito. Golpe-svolta sono effettuati da ufficiali subalterni (colonnelli o di rango inferiore) o sottufficiali (sergenti). Quando i giovani ufficiali o reclute arrivano così a impadronirsi del potere, il colpo di Stato è un ammutinamento, con gravi implicazioni per l'integrità organizzative e professionali dei militari. Nei golpe incruenti, la minaccia della violenza è sufficiente per deporre il governo. Nel 1889, il Brasile divenne una repubblica con un golpe incruento; nel 1999, Pervez Musharraf assunse il potere in Pakistan attraverso un colpo di Stato incruento, e nel 2006 Sonthi Boonyaratglin assunse il potere in Thailandia allo stesso modo.
Un auto-golpe o colpo di stato bianco denota l'atto di un governo in carica che, aiutato dai militari, assume poteri extra-costituzionali, ovvero i pieni poteri. Un esempio storico è il passaggio da presidente a imperatore di Luigi Napoleone Bonaparte. Esempi recenti includono Alberto Fujimori in Perù che, pur eletto, assunse il controllo del potere legislativo e giudiziario, nel 1992, diventando un leader autoritario. Un'altra forma di auto-golpe è quando un governo, essendo stato sconfitto alle elezioni, rifiuta di dimettersi, come Laurent Gbagbo in Costa d'Avorio nel 2010.
Il politologo Samuel P. Huntington identifica tre categorie di colpo di Stato:
- Golpe-svolta: un esercito rivoluzionario rovescia un governo tradizionale e crea una nuova élite burocratica. Generalmente guidate da militari di medio rango o sottufficiali. Spesso assumono l'aspetto di rivoluzioni. Ne sono un esempio il golpe in Cina nel 1911, la marcia su Roma in Italia del 1922, la Bulgaria nel 1944, l'Egitto nel 1952, la Turchia nel 1960, la Grecia nel 1967, la Libia nel 1969, il Portogallo nel 1974, la Liberia nel 1980 e il fallito golpe di Hugo Chávez in Venezuela nel 1992, che tentò di deporre un governo considerato estremamente corrotto.
- Golpe-guardiano: l'obiettivo dichiarato di tale un colpo di Stato è di solito migliorare l'ordine pubblico e l'efficienza, e mettere termine alla corruzione. Di solito non c'è alcun cambiamento fondamentale nella struttura di potere. In generale, i golpisti ritraggono le loro azioni come una necessità temporanea. Un primo esempio è il colpo di Stato del console Silla, nell'88 a.C., contro i sostenitori di Mario nella Repubblica romana, dopo che quest'ultimo ebbe tentato di spogliarlo del comando militare. Un esempio contemporaneo è il rovesciamento del governo civile di Zulfikar Ali Bhutto in Pakistan da parte del Capo di Stato Maggiore dell'esercito del Pakistan Generale Muhammad Zia-ul-Haq nel 1977, che citò come giustificazione i diffusi disordini civili e la guerra civile imminente. Nel 1999, il generale Pervez Musharraf ha rovesciato il premier pakistano Nawaz Sharif per gli stessi motivi. Nazioni abituate a casi di golpe-guardiano possono spesso spostarsi avanti e indietro tra i governi civili e militari. Gli esempi includono Argentina (dal 1930 al 1983), Pakistan, Turchia (1978 e 1980), e Thailandia. Un golpe incruento deriva di solito da un golpe-guardiano, con la vistosa eccezione della serie di golpe argentini durante il Processo di Riorganizzazione Nazionale, con la violenta repressione del generale Videla e dei successori.
- Golpe-veto: si verifica quando l'esercito vieta la partecipazione di massa del popolo e la mobilitazione sociale per l'autogoverno. In tal caso, l'esercito affronta e sopprime su larga scala l'opposizione ad ampia base civile, fino alla repressione e al massacro, come il golpe cileno del 1973 contro il presidente eletto Salvador Allende Gossens da parte dei militari cileni di Pinochet o il fallito golpe venezuelano contro il presidente eletto Hugo Chávez nel 2002.

## Governi post-golpe
Dopo il colpo di Stato, i militari devono affrontare la questione di che tipo di governo stabilire. In America Latina, era comune per il governo post-golpe di essere guidato da una giunta militare, un comitato di capi di Stato maggiore delle forze armate. Una forma comune di governo post-golpe in Africa è l'assemblea rivoluzionaria, un corpo para-legislativo eletto da parte dell'esercito. In Pakistan, il capo militare si assume di solito il titolo di capo amministratore della legge marziale.
Secondo Huntington, la maggior parte dei leader golpisti agiscono secondo il concetto per cui per la risoluzione dei problemi del paese è solo necessario impartire ordini corretti. Questo punto di vista del governo sottovaluta la difficoltà di attuare la politica del governo, e il grado di resistenza politica a alcuni di tali ordini. Essa presuppone che tutti coloro che contano all'interno del paese condividano un singolo interesse comune, e che la sola questione sia il "come" perseguire tale interesse.

## Dati
Nel periodo tra il 1950 e il 2024, nel mondo si sono registrati 493 tentativi di colpo di stato, 245 compiuti con successo e 248 falliti. In termini geografici, nello stesso periodo di tempo, in Africa si sono registrati 220 tentativi di colpo di stato, in America Latina 147, in Estremo oriente 49, in Medio Oriente 44, in Europa 17 e in Asia Meridionale 16.

## Attuali dirigenti che hanno assunto il potere attraverso colpi di Stato
| Titolo                         | Nome                                                                                         | Inizio mandato    | Paese              |
| ------------------------------ | -------------------------------------------------------------------------------------------- | ----------------- | ------------------ |
| Presidente                     | Teodoro Obiang Nguema Mbasogo                                                                | 3 agosto 1979     | Guinea Equatoriale |
| Presidente                     | Yoweri Museveni                                                                              | 29 gennaio 1986   | Uganda             |
| Presidente                     | Abdel Fattah al-Sisi                                                                         | 3 luglio 2013     | Egitto             |
| Presidente                     | Emmerson Mnangagwa                                                                           | 24 novembre 2017  | Zimbabwe           |
| Presidente                     | Myint Swe                                                                                    | 1º febbraio 2021  | Birmania           |
| Presidente                     | Assimi Goïta                                                                                 | 24 maggio 2021    | Mali               |
| Capo di Stato, Capo di Governo | Hibatullah Akhundzada, Mohammad Hassan Akhund                                                | 15 agosto 2021    | Afghanistan        |
| Presidente                     | Mamady Doumbouya                                                                             | 5 settembre 2021  | Guinea             |
| Presidente                     | Abdel Fattah Abdelrahman Burhan (Consiglio Sovrano di Transizione)                           | 25 ottobre 2021   | Sudan              |
| Presidente                     | Ibrahim Traore                                                                               | 30 settembre 2022 | Burkina Faso       |
| Presidente                     | Abdourahamane Tchiani (Consiglio nazionale per la salvezza della Patria)                     | 26 luglio 2023    | Niger              |
| Presidente                     | Brice Clotaire Oligui Nguema (Comitato per la transizione e il ripristino delle istituzioni) | 30 agosto 2023    | Gabon              |

## Filmografia
- Colpo di Stato (1966)
- Colpo di Stato (1969)
- Vogliamo i colonnelli (1973)
- Colpo di Stato (1987)

### In lingua italiana
- Curzio Malaparte,  Tecnica del colpo di Stato., 1948 (prima edizione in francese del 1931)
- Edward Luttwak, Strategia del colpo di Stato. Manuale pratico, Rizzoli, 1983, pp. 184, ISBN 88-17-53437-4

### In lingua inglese
- S.E. Finer, The Man on Horseback: The Role of the Military in Politics, Pall Mall Press, London, 1962, p. 98.
- D. J. Goodspeed, Six Coups d'État, Viking Press inc., New-York, 196
- Adam Roberts, Civil Resistance to Military Coups, Journal of Peace Research, Oslo, vol. 12, no. 1, 1975.
- Ken Connor and David Hebditch,  How to Stage a Military Coup: From Planning to Execution. URL consultato il 17 febbraio 2018 (archiviato dall'url originale il 22 marzo 2009)., Pen and Sword Books Ltd, 2008, ISBN 978-1-84832-503-6